# Anomis campanalis
Anomis campanalis là một loài bướm đêm trong họ Erebidae.